# جيمس إليوت
جيمس إليوت (بالإنجليزية: James Elliott)‏ هو موسيقي أمريكي، ولد في 20 ديسمبر 1976 في كنتاكي في الولايات المتحدة.

## وصلات خارجية
- الموقع الرسمي
- جيمس إليوت على موقع ميوزك برينز (الإنجليزية)
- جيمس إليوت على موقع ديسكوغز (الإنجليزية)